# العلاقات الرواندية الزامبية
العلاقات الرواندية الزامبية هي العلاقات الثنائية التي تجمع بين رواندا وزامبيا.

## مقارنة بين البلدين
هذه مقارنة عامة ومرجعية للدولتين:
| وجه المقارنة                                              | رواندا                                        | زامبيا                         |
| --------------------------------------------------------- | --------------------------------------------- | ------------------------------ |
| المساحة (كم2)                                             | 26.34 ألف                                     | 752.62 ألف                     |
| عدد السكان (نسمة)                                         | 12.21 مليون                                   | 17.09 مليون                    |
| الكثافة السكانية (ن./كم²)                                 | 463.55                                        | 22.71                          |
| العاصمة                                                   | كيغالي                                        | لوساكا                         |
| اللغة الرسمية                                             | اللغة الكينيارواندا، لغة إنجليزية، لغة فرنسية | لغة إنجليزية                   |
| العملة                                                    | فرنك رواندي                                   | كواشا زامبي، كواشا زامبي قديم ‏ |
| الناتج المحلي الإجمالي (بليون دولار)                      | 9.14 مليار                                    | 25.81 مليار                    |
| الناتج المحلي الإجمالي (تعادل القوة الشرائية) بليون دولار | 20.46 مليار                                   | 62.18 مليار                    |
| الناتج المحلي الإجمالي الاسمي للفرد دولار أمريكي          | 697                                           | 1.30 ألف                       |
| الناتج المحلي الإجمالي للفرد دولار أمريكي                 | 1.66 ألف                                      | 3.90 ألف                       |
| مؤشر التنمية البشرية                                      | 0.483                                         | 0.586                          |
| رمز المكالمات الدولي                                      | +250                                          | +260                           |
| رمز الإنترنت                                              | .rw                                           | .zm                            |
| المنطقة الزمنية                                           | ت ع م+02:00                                   | ت ع م+02:00                    |

## منظمات دولية مشتركة
يشترك البلدان في عضوية مجموعة من المنظمات الدولية، منها:
| علم المنظمة | اسم المنظمة                                                | تاريخ انضمام رواندا | تاريخ انضمام زامبيا |
| ----------- | ---------------------------------------------------------- | ------------------- | ------------------- |
|             | الاتحاد البريدي العالمي                                    | ?                   | ?                   |
|             | يونسكو                                                     | 7 نوفمبر 1962       | 9 نوفمبر 1964       |
|             | البنك الدولي للإنشاء والتعمير                              | 30 سبتمبر 1963      | 23 سبتمبر 1965      |
|             | البنك الإفريقي للتنمية                                     | ?                   | ?                   |
|             | منظمة الشرطة الجنائية الدولية                              | ?                   | ?                   |
|             | الأمم المتحدة                                              | 18 سبتمبر 1962      | 1 ديسمبر 1964       |
|             | الاتحاد الأفريقي                                           | ?                   | ?                   |
|             | مجموعة دول أفريقيا والكاريبي والمحيط الهادئ                | ?                   | ?                   |
|             | مؤسسة التنمية الدولية                                      | 30 سبتمبر 1963      | 23 سبتمبر 1965      |
|             | العملية المشتركة للاتحاد الأفريقي والأمم المتحدة في دارفور | ?                   | ?                   |
|             | منظمة التجارة العالمية                                     | ?                   | ?                   |
|             | وكالة ضمان الاستثمار متعدد الأطراف                         | 27 سبتمبر 2002      | 6 يونيو 1988        |
|             | دول الكومنولث                                              | ?                   | ?                   |
|             | الاتحاد الدولي للاتصالات                                   | 12 ديسمبر 1962      | 23 أغسطس 1965       |
|             | مؤسسة التمويل الدولية                                      | 6 نوفمبر 1975       | 23 سبتمبر 1965      |
|             | منظمة حظر الأسلحة الكيميائية                               | ?                   | ?                   |
|             | المركز الدولي لتسوية المنازعات الاستشارية                  | 14 نوفمبر 1979      | 17 يوليو 1970       |

## وصلات خارجية
- موقع وزارة الخارجية الرواندية